# Agrostichthys parkeri
Agrostichthys parkeri är en fiskart som först beskrevs av Benham, 1904.  Agrostichthys parkeri ingår i släktet Agrostichthys och familjen sillkungfiskar. Inga underarter finns listade i Catalogue of Life.